# The Titfield Thunderbolt
The Titfield Thunderbolt is een Britse filmkomedie uit 1953 van de Ealing Studios. De regie werd gevoerd door Charles Crichton. 
Destijds werd de film in Nederland uitgebracht onder de titel Vlug, veilig en voordelig.

## Verhaal
De inwoners van het plaatsje Titfield in Engeland staan op het punt om hun spoorverbinding te verliezen. Ze besluiten de spoorweg te redden door hem zelf te exploiteren. Ze krijgen echter concurrentie van de plaatselijke busonderneming.

## Rolverdeling
| Acteur            | Personage    |
| ----------------- | ------------ |
| Stanley Holloway  | Valentine    |
| George Relph      | Weech        |
| Naunton Wayne     | Blakeworth   |
| John Gregson      | Gordon       |
| Godfrey Tearle    | Bisschop     |
| Hugh Griffith     | Dan          |
| Gabrielle Brune   | Joan         |
| Sidney James      | Hawkins      |
| Reginald Beckwith | Coggett      |
| Edie Martin       | Emily        |
| Michael Trubshawe | Ruddock      |
| Jack MacGowran    | Vernon Crump |
| Ewan Roberts      | Alec Pearce  |
| Herbert C. Walton | Seth         |
| John Rudling      | Clegg        |

## Overig
In het Verenigd Koninkrijk geldt de film als een klassieker, en wordt regelmatig uitgezonden door de BBC.